# Otto Friedrich von Schack (Generalleutnant)
Otto Friedrich von Schack (* 1668; † 1. November 1751 in Mechelen) war ein holländischer Generalleutnant und zuletzt Kommandeur der gesamten Kavallerie der Vereinigten Niederlande.

## Herkunft
Er stammte aus der pommerschen Linie der uradligen Familie von Schack. Seine Eltern waren der Erbherr auf Prillwitz, Franz Valentin von Schack († 1702) und dessen Ehefrau Ilsabe Sophia von Beneckendorf (* um 1638; † 1683).

## Leben
Schack ging in holländische Dienste und kam 1688 als Kadett in das Regiment seines Vetters, des späteren Generalmajors Bogislav Sigmund von Schack. Das Regiment ging im Auftrag von Wilhelm von Oranien nach Irland. Dort kämpfte er 1690 in der Schlacht am Boyne und wurde anschließend zum Kornett befördert.
Am 6. August 1693 wurde er Kapitänleutnant, am 10. Juli 1694 Rittmeister und am 11. August 1702 erhielt er seine eigene Kompanie. Am 22. Januar 1712 wurde er Major, am 14. November 1727 Colonel und am 16. Juli 1728 Colonel effectif. Seine Ernennung zum Generalmajor erfolgte am 1. Januar 1742. Im Mai 1747 wurde er Kommandeur der gesamten Kavallerie der Vereinigten Niederlande und dazu am 1. Januar 1748 zum Generalleutnant befördert.
Er starb am 1. November 1751 auf dem Kastell zu Mechelen.

## Ehe und Nachkommen
Er heiratete 1712 Levine Rebekka von Wintzingerode, Tochter des Kurmainzer Generalmajors Wasmuth Levin von Wintzingerode. Das Paar hatte vier Töchter und zwei Söhne, darunter Otto Wilhelm Christian von Schack (* 1731; † 1781), der preußischer Oberst und Regimentskommandeur wurde.